# Emanuele Bellia
Emanuele Bellia (Paternò, 24 dicembre 1791 – Palermo, 5 maggio 1860) è stato un avvocato, giurista e politico italiano del XIX secolo.

## Biografia
Nacque a Paternò, in provincia di Catania, nel 1791 con i nomi di battesimo Salvatore Giacinto Emanuele Martino Natale, da Giuseppe, notaio, e dalla di lui consorte Angela Bisicchia, presso la famiglia Bellia appartenente al ceto nobile cittadino.
Avvocato e giureconsulto, nella prima metà del XIX secolo si stabilì a Palermo, città dove svolse la sua professione e nella quale ottenne fama. Nel 1848-49, Bellia fu deputato alla Camera dei comuni del parlamento del Regno di Sicilia. Dopo la restaurazione borbonica, curò la difesa di molti esponenti cittadini della rivoluzione siciliana del 1848, come Francesco Bentivegna e Nicolò Garzilli, riuscendo a scagionarli e a salvargli la vita. Bellia fu inoltre uno dei sei avvocati incaricati dal Procuratore generale di Palermo per la difesa di 65 individui arrestati perché accusati di aver preso parte all'attentato della Fieravecchia organizzato da Garzilli avvenuto il 27 gennaio 1850 ai danni dei militari borbonici, tra cui Salvatore Grano e Domenico Mistretta. Avendo i suoi assistiti subito sevizie durante la detenzione, l'avvocato paternese pronunciò davanti ai giudici della Corte criminale le seguenti parole:
Io vi invidio e invoco quei tempi che chiamano barbari, nei quali la tortura era ammessa dalle leggi criminali.
Bellia scrisse diverse opere giuridiche come Risposta al Trattato del Signor Nicolini sull'esercizio dell'utile (1838), Sulla natura dei Contratti di Concessioni di Terre Feudali fatti negli andati tempi dagli ex baroni siciliani (1847) e Sull'epoca da conseguirsi la quota di riserva sul patrimonio del monaco professo (1852).
Morì a Palermo nel 1860 all'età di 69 anni, e fu sepolto presso la Chiesa di San Domenico. Il figlio Giuseppe fece realizzare per lui un busto dallo scultore Benedetto De Lisi, che si trova nel Pantheon dei Siciliani illustri della stessa chiesa. Fu suo fratello minore Salvatore Bellia (1794-1843), filantropo e fondatore a Paternò dell'Albergo dei Poveri del Salvatore.

## Opere
- Risposta al Trattato del Signor Nicolini sull'esercizio dell'utile, Palermo, presso Lorenzo Dato (1838)
- Sulla natura dei Contratti di Concessioni di Terre Feudali fatti negli andati tempi dagli ex baroni siciliani, Palermo, Reale Stamperia (1847)
- Seconda memoria in difesa del sig. Giuseppe Venturelli incaricato dalla distribuzione de' sussidi a' profughi da Messina, Palermo, Reale Stamperia (1850)
- Sull'epoca da conseguirsi la quota di riserva sul patrimonio del monaco professo, Palermo (1852)
- Discorso sulle decime della Sede Vescovile di Catania, Palermo, Stamperia Meli (1853)
- Lettera di risposta dall'Anonimo difensore della libertà dei Fondi soggetti sin'ora alla decima a favòre del Vescovo di Catania, Palermo, Stamperia Meli (1854)
- Ragioni degli abitanti di Terrasini contro l'arciprete di Cìnisi, Palermo, Stabilimento Pagano e Piola (1856)